# Soukhoï Su-9
Pour les prototypes homonymes su-9 et su-11 d'après la Seconde Guerre mondiale, voir Soukhoï Su-9 (1946).
Le Soukhoï Su-9 (code OTAN Fishpot) est un avion de chasse à aile delta conçu par l'URSS pendant les années 1950. Il est très proche du Soukhoï Su-7 qui dispose lui d'une aile en flèche. Une version améliorée avec un radar plus puissant fut désignée Su-11. Les différentes versions des Su-9 et Su-11 ont été construites à plus de 1 200 exemplaires, dont aucun n'a été exporté.

## Conception

### Su-9
Le Soukhoï Su-9 est issu de la même demande que celle qui a abouti au MiG-21. Émise en août 1953, cette demande concernait un avion de chasse supersonique avec soit une aile en flèche (en russe : стреловидное крыло) soit une aile delta (en russe : треугольное крыло). Le bureau d'étude de Soukhoï proposa deux projets de chaque type :
- les S-1 et S-3 à ailes en flèches, qui aboutirent au Soukhoï Su-7
- les T-1 et T-3 à aile delta

C'est la formule du T-3 (code OTAN Fishpot A) qui donna naissance au Su-9 (Fishpot B), après plusieurs modifications dont le déplacement du radar : initialement inclus dans la lèvre supérieure de l'entrée d'air frontale (comme sur le MiG-19PM), il fut finalement installé dans un cône placé au milieu de l'entrée d'air (comme sur le MiG-21 et le Su-7). Pour le reste, le Su-9 disposait du même réacteur et d'un fuselage très proche de celui du Su-7. Il était légèrement plus grand et 30 % plus lourd que le MiG-21.
Le Su-9 a été construit à 1 100 exemplaires et mis en service en 1959. Une version biplace pour l'entraînement a été produite à 50 exemplaires. 
Le 4 septembre 1962, un Su-9 modifié a établi un record mondial en atteignant 28 852 mètres d'altitude.

### Su-11
Le Su-11 (code OTAN Fishpot C) est une version améliorée du Su-9 avec un réacteur plus puissant et un nez modifié pour accueillir un radar plus performant. Désigné T-47, le prototype fit son premier vol en 1961. 
Cette version n'a été construite qu'à une centaine d'exemplaires seulement, probablement en raison de l'arrivée du Su-15, nettement plus performant. Il semble également que le poids plus élevé du nouveau radar ait modifié le centre de gravité de l'avion, ce qui a dégradé sa tenue en vol.

## Variantes
- T-3 Fishpot A : prototype
- Su-9 Fishpot B : version de production
- Su-11 Fishpot C : version améliorée avec un nouveau radar
- Su-9U Maiden : version biplace d'entraînement

### Ordre de désignation
Su-7 - Su-9/Su-11 - Su-15 - Su-17/Su-20/Su-22 - Su-24 - Su-25 - Su-27 et dérivés